# Jille Bieinejaure
Jille Bieinejaure är en sjö i Krokoms kommun i Jämtland och ingår i Indalsälvens huvudavrinningsområde. Sjön har en area på 0,765 kvadratkilometer och ligger 858,3 meter över havet. Sjön avvattnas av vattendraget Lockringsån (Grubbdalsån). Vid provfiske har öring fångats i sjön.

## Delavrinningsområde
Jille Bieinejaure ingår i det delavrinningsområde (710251-138803) som SMHI kallar för Utloppet av Jille Bieinejaure. Medelhöjden är 955 meter över havet och ytan är 4,83 kvadratkilometer. Räknas de 6 avrinningsområdena uppströms in blir den ackumulerade arean 13,32 kvadratkilometer. Lockringsån (Grubbdalsån) som avvattnar avrinningsområdet har biflödesordning 3, vilket innebär att vattnet flödar genom totalt 3 vattendrag innan det når havet efter 338 kilometer. Avrinningsområdet består mestadels av kalfjäll (84 procent). Avrinningsområdet har 0,76 kvadratkilometer vattenytor vilket ger det en sjöprocent på 15,8 procent.